# Edgar Fawcett
Edgar Fawcett (ur. 1847, zm. 1904) – poeta i prozaik amerykański. Urodził się 26 maja 1847 w Nowym Jorku. Jego rodzicami byli Frederick Fawcett i Sarah Lawrence Fawcett. Studiował na Columbia College. Zmarł 2 maja 1904 w Londynie, gdzie mieszkał w ostatnich latach życia. Wydał wiele powieści, jak również tom wierszy Songs of Doubt and Dream (1891).